# Frühlingsgold
'Frühlingsgold' (ce qui signifie « or de printemps ») est un cultivar de rosier obtenu en 1937 par le rosiériste allemand Wilhelm Kordes II, introduit aux États-Unis en 1951. Il est issu d'un croisement 'Joanna Hill' (Hill, 1928) x Rosa spinosissima var. hispida (Sims) Koehne.

## Description
Ce cultivar présente de grandes fleurs simples (4-8 pétales. mesurant 12 cm) d'un beau jaune d'or fleurissant généreusement en bouquets au printemps. Elles s'ouvrent sur de grandes étamines.
Son buisson érigé au feuillage touffu vert clair possède des rameaux épineux bien arqués et peut s'élever à 245 cm pour 185 cm. Il est fort adapté aux pays du nord car il supporte des grands froids, sa zone de rusticité commençant à 4b. Il est parfait pour former des haies et pour éclairer le fond des plates-bandes.